# Гейхера
Гейхера (лат. Heuchera) — рід багаторічних трав'янистих рослин родини ломикаменеві. Цінні та широко культивовані декоративні рослини.
Названо на честь німецького лікара та ботаніка Йоганна Генріха фон Гейхера (1677–1746).

## Ботанічний опис
Рослини висотою до 50 см. Листки головним чином прикореневі, довгочерешкові. Квітки численні дрібні червоні, рожеві, зеленуваті або білуваті, у волотистих суцвіттях.

## Поширення
Рід Heuchera є найбільш багатим видами рід родини Ломикаменеві, вони зустрічаються виключно у Північній Америці (32 види) та Мексиці (5 видів). Багато видів ростуть у гірських районах, часто біля берегів річок. Деякі були знайдені у екстремальних місцях проживання, так, наприклад, Heuchera maxima росте на відкритих скелястих берегах Нормандських островів у Каліфорнії, або Heuchera sanguinea, яка росте у теплих та сухих каньйонах Аризони.

## Класифікація
Назва роду Heuchera опублікував у 1753 році Карл Лінней у Species Plantarum, 1, с. 226. Номенклатурний тип — Heuchera americana L.
Рід Heuchera нараховує 37 (до 50) видів (вибірково):
- Heuchera abramsii Rydb.
- Heuchera alba Rydb.
- Heuchera americana L.
- Heuchera bracteata (Torr.) Ser.
- Heuchera brevistaminea Wiggins
- Heuchera caespitosa Eastwood
- Heuchera caroliniana (Rosendahl Butters & Lakela) E.F.Wells
- Heuchera chlorantha Piper
- Heuchera cylindrica Douglas
- Heuchera eastwoodiae Rosend. et al.
- Heuchera elegans Abrams
- Heuchera glabra Willd. ex Roem. & Schult.
- Heuchera glomerulata Rosendahl, Butters & Lakela
- Heuchera grossulariifolia Rydb.
- Heuchera hallii A.Gray
- Heuchera hirsutissima Rosend. et al.
- Heuchera longiflora Rydb.
- Heuchera maxima Greene
- Heuchera merriamii Eastwood
- Heuchera micrantha Douglas ex Lindl.
- Heuchera novomexicana Wheelock
- Heuchera parishii Rydb.
- Heuchera parviflora Bartl.
- Heuchera pilosissima Fisch. & C.A.Mey.
- Heuchera pubescens Pursh
- Heuchera pulchella Wooton & Standley
- Heuchera richardsonii R.Br.
- Heuchera rubescens Torr.
- Heuchera sanguinea Engelm.
- ×Heucherella tiarelloides (Lemoine & É.Lemoine) H.R.Wehrh.
- Heuchera villosa Michx.
- Heuchera wootonii Rydb.

Штучно отримані гібриди між Heuchera та Tiarella: ×Heucherella.

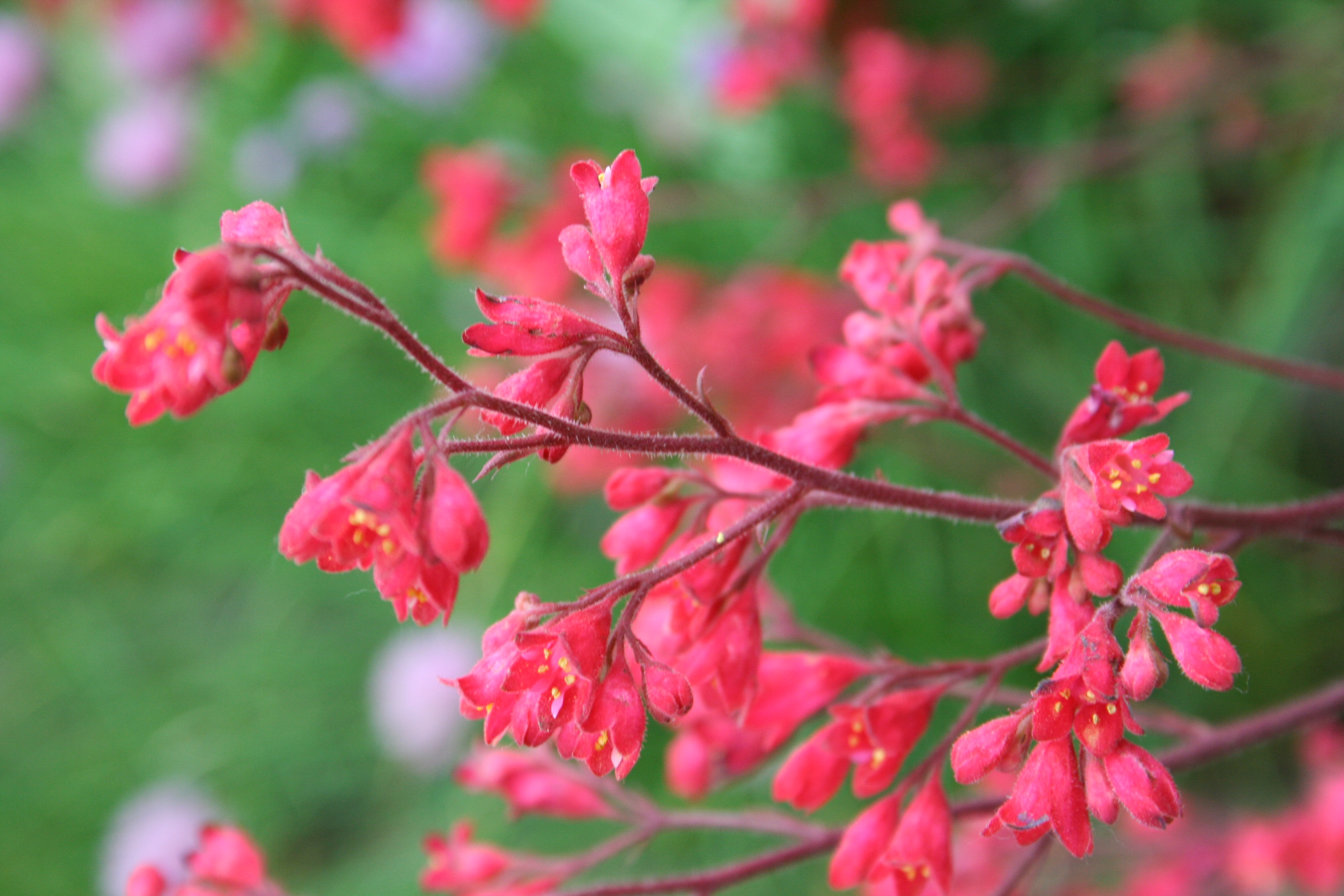
Heuchera ×brizoides
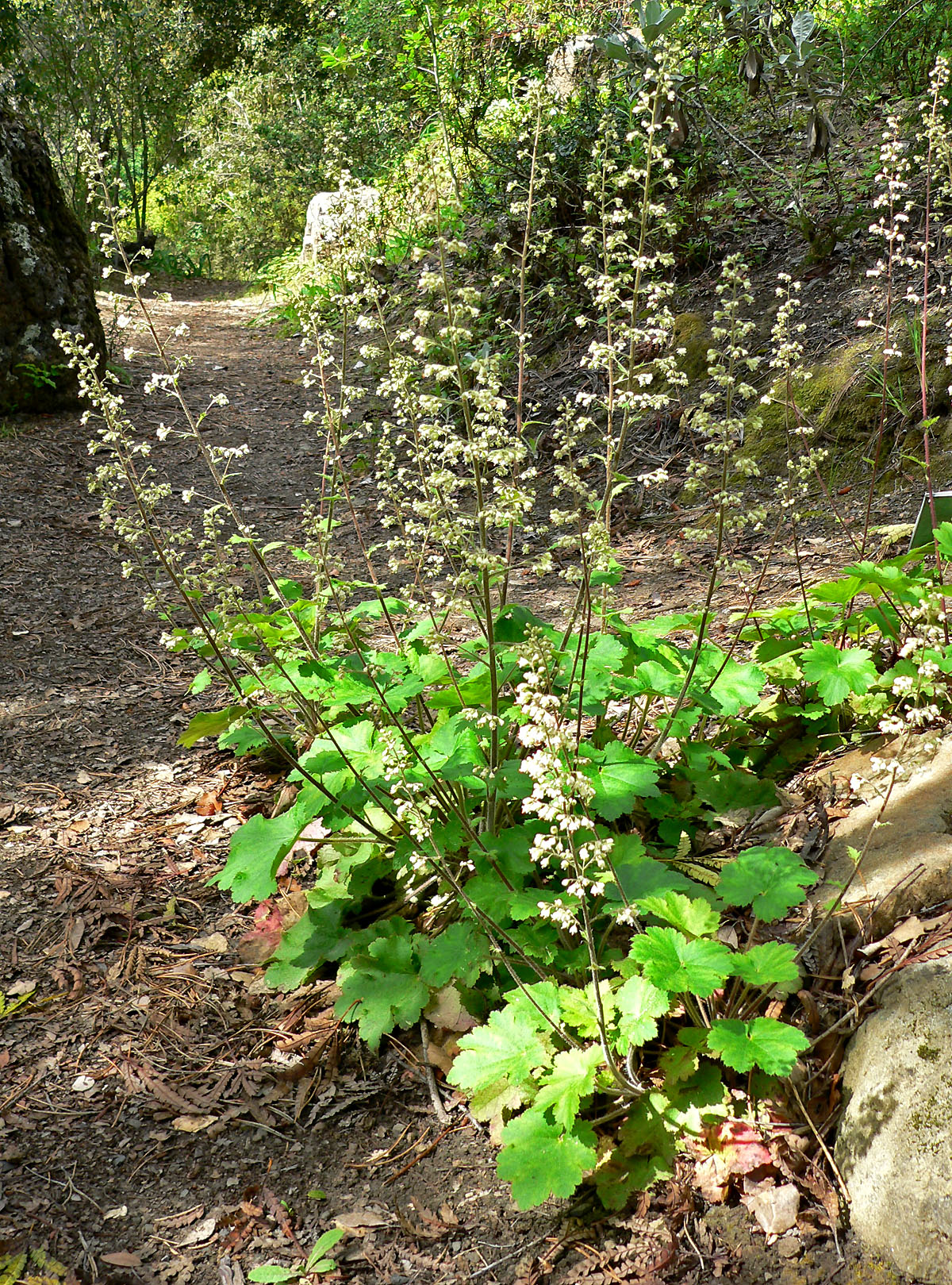
Heuchera maxima
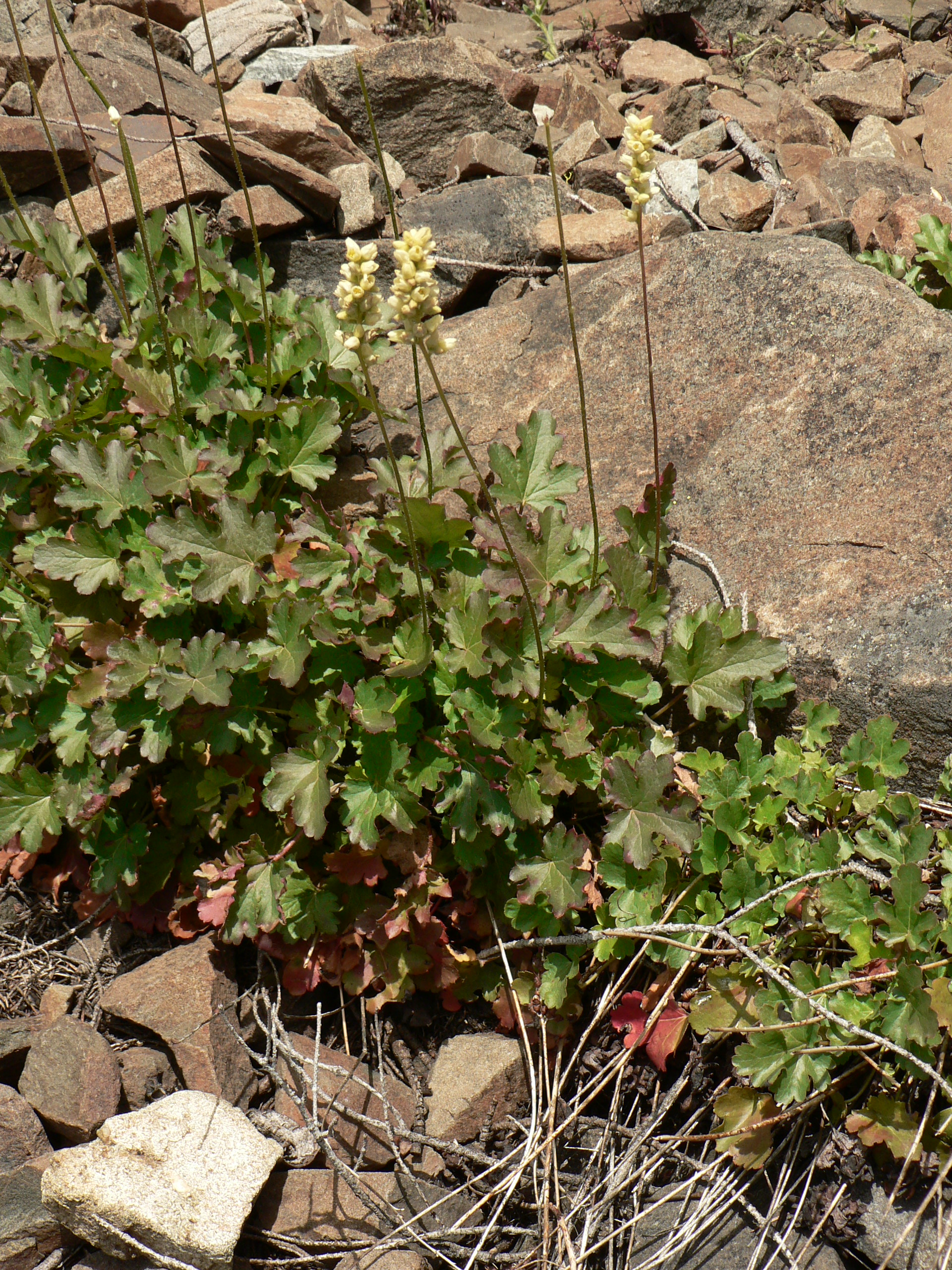
Heuchera cylindrica
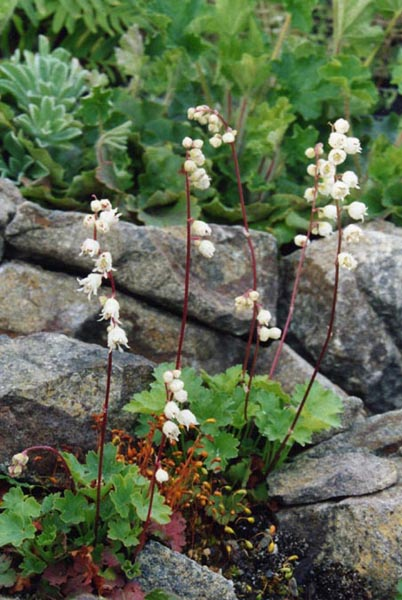
Heuchera hallii
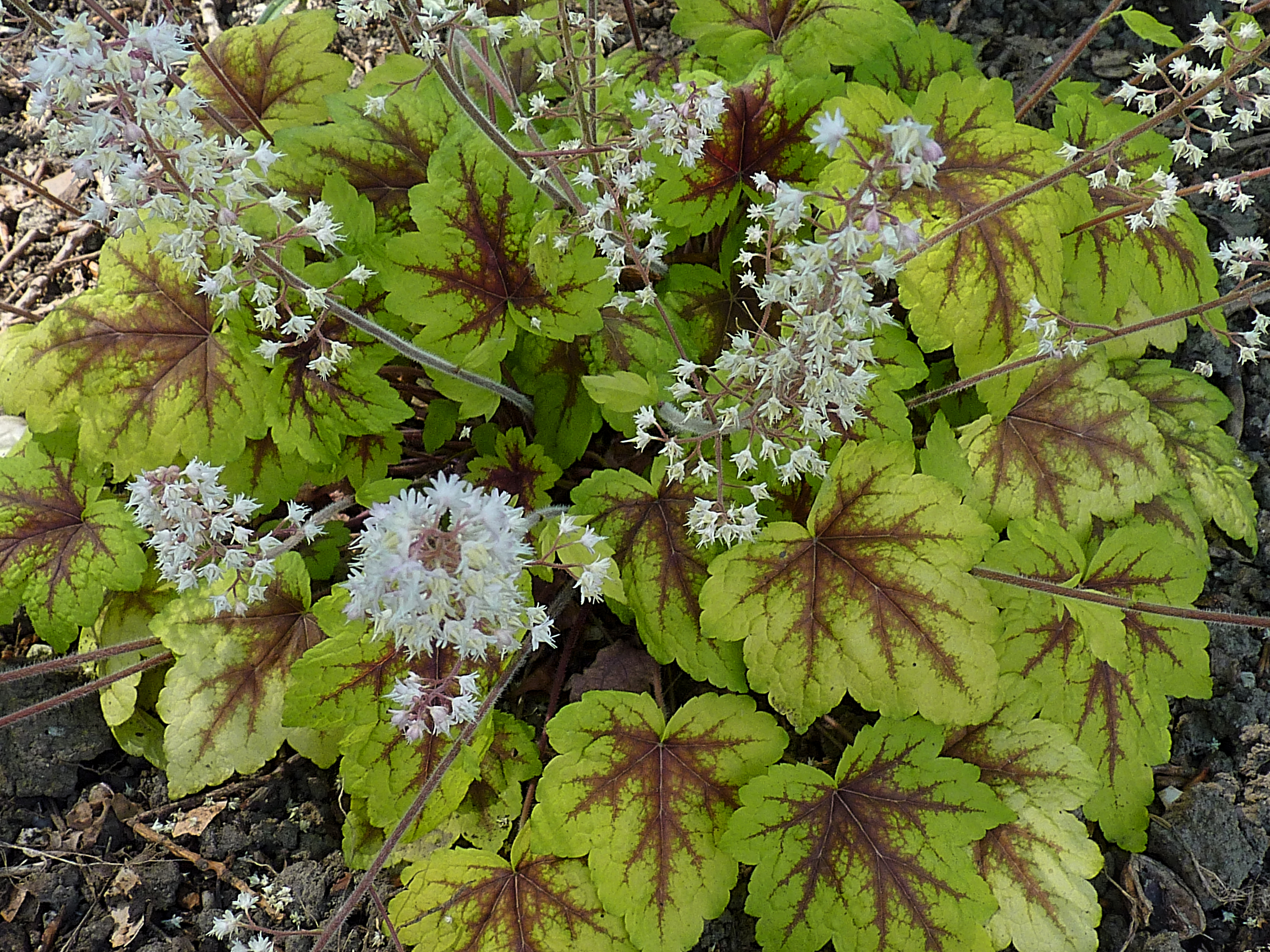
Heucherella 'Stoplight'